# Netín

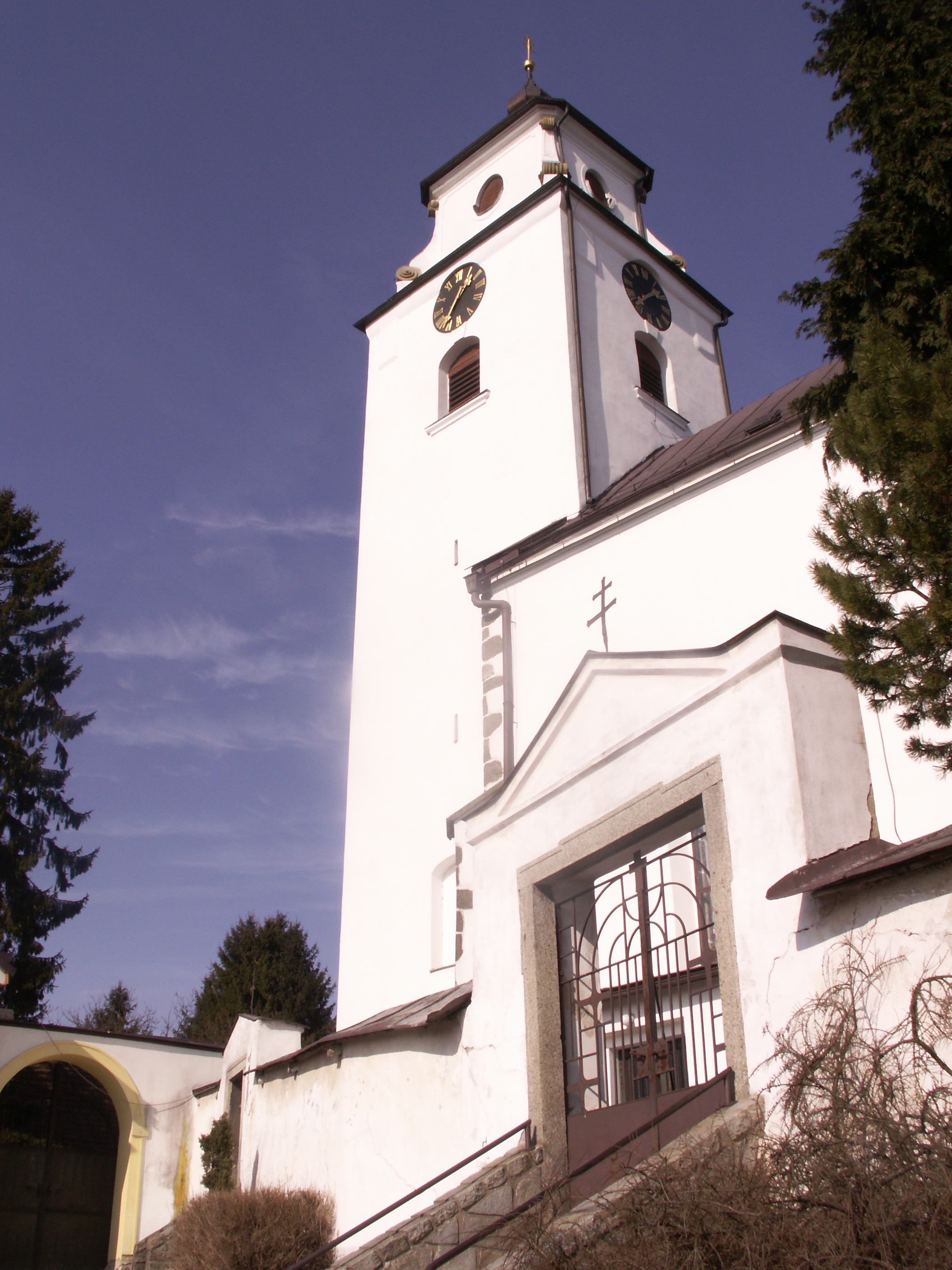
Pfarrkirche Netín

Netín (deutsch Nettin) ist eine Gemeinde in Tschechien. Sie liegt acht Kilometer nordwestlich von Velké Meziříčí und gehört zum Okres Žďár nad Sázavou.

## Geographie
Netín befindet sich am Rande der Arnolecké hory in der Böhmisch-Mährischen Höhe. Das Dorf liegt am südöstlichen Fuße des Hügels Strážnice (608 m) über den Tälern der Bäche Zátoky und Křibský potok. Im Nordosten erhebt sich die Hora (549 m), südwestlich der Černochov (556 m) und Kozinec (555 m). Auf dem Kataster von Netín befinden sich mit dem Netínský rybník, Vrkoč, Ochoz, Kněžský rybník und Křenčák mehrere größere Teiche, südöstlich liegt die Talsperre Mostiště.
Nachbarorte sind Zadní Zhořec, Horní Mlýn, Dolní Mlýn und Záseka im Norden, Krásněves im Nordosten, Dolní Bory im Osten, Olší nad Oslavou und Závist im Südosten, Lavičky und Kochánov im Süden, Blízkov im Südwesten sowie Dědkov im Westen.

## Geschichte
Der Ort gehörte wahrscheinlich ab der Mitte des 12. Jahrhunderts zu den Besitzungen des Klosters Třebíč und wurde 1298 der Propstei Měřín übertragen. Jedoch hat sich eine Urkunde, wonach das Dorf Nmecino nach dem Tode des Herzogs Vratislav von Brünn im Jahre 1156 an das Kloster gelangt sein soll, als eine Fälschung aus dem Ende des 12. Jahrhunderts erwiesen. Als gesicherte Ersterwähnung von Vznětín gilt daher das Jahr 1370. Jan von Meziříčí ließ im Einvernehmen mit dem Markgrafen und der Trebitscher Abt um Netín mehrere Fischteiche errichten. Von den Teichen ausgehende Überschwemmungen führten 1498 zu einem Streit zwischen Wilhelm II. von Pernstein und Jan von Lomnice. Nach der Aufhebung der Propstei Měřín entstand die Herrschaft Měřín-Netín. 1556 wurde Měřín an die Herrschaft Deutsch Rudoletz verkauft. 1559 erwarb Jan d. Ä. Stránecký von Stránec Netín und schlug es seiner Herrschaft Zhoř zu. Zu dieser Zeit war Netín Sitz eines Richters und im Ort bestand eine Brennerei. Nach der Schlacht am Weißen Berg wurden 1621 die Güter der Stránecký von Stránec konfisziert und an Stephan Schmidt von Freyhofen auf Kunstadt verkauft. 1653 erhielt der Konvent der Unbeschuhten Karmeliter der hl. Anna in Mannersdorf die Herrschaft Zhoř. Nachfolgende Besitzer waren ab 1680 Rudolf Graf Rabatta zu Dornberg und ab 1695 Johann Dietrich Ritter zu Rummerskirch und seine Nachfahren. Seit 1688 existierte eine Pfarrschule. Das älteste Ortssiegel stammt von 1717. 1728 wurde Zhoř mit allem Zubehör zwangsversteigert und 1729 durch den Käufer Franz Graf Ugarte an die Herrschaft Velké Meziříčí angeschlossen.
Nach der Aufhebung der Patrimonialherrschaften bildete Netín ab 1850 mit den Ortsteilen Kochánov und Zadní Zhorec und der Ansiedlung Záseka eine Gemeinde in der Bezirkshauptmannschaft Velké Meziříčí. Bei einem Großbrand wurden im Juli 1887 37 Häuser und die Schule zerstört. 1922 entstanden die Gemeinden Kochánov und Zadní Zhořec. Im Jahre 1961 erfolgte die Zuordnung zum Okres Žďár nad Sázavou. 1980 wurde Netín nach Radostín nad Oslavou eingemeindet. Seit 1990 besteht die Gemeinde wieder und seit 2005 führt sie ein Wappen und Banner. In den 101 Häusern des Ortsteiles Netín leben im Jahre 2001 306 Menschen. Daneben bestehen 21 Feriendomizile.

## Gemeindegliederung
Für die Gemeinde Netín besteht aus den Ortsteilen Netín (Nettin) und Záseka (Zaseka), die zugleich auch Katastralbezirke bilden.

## Sehenswürdigkeiten

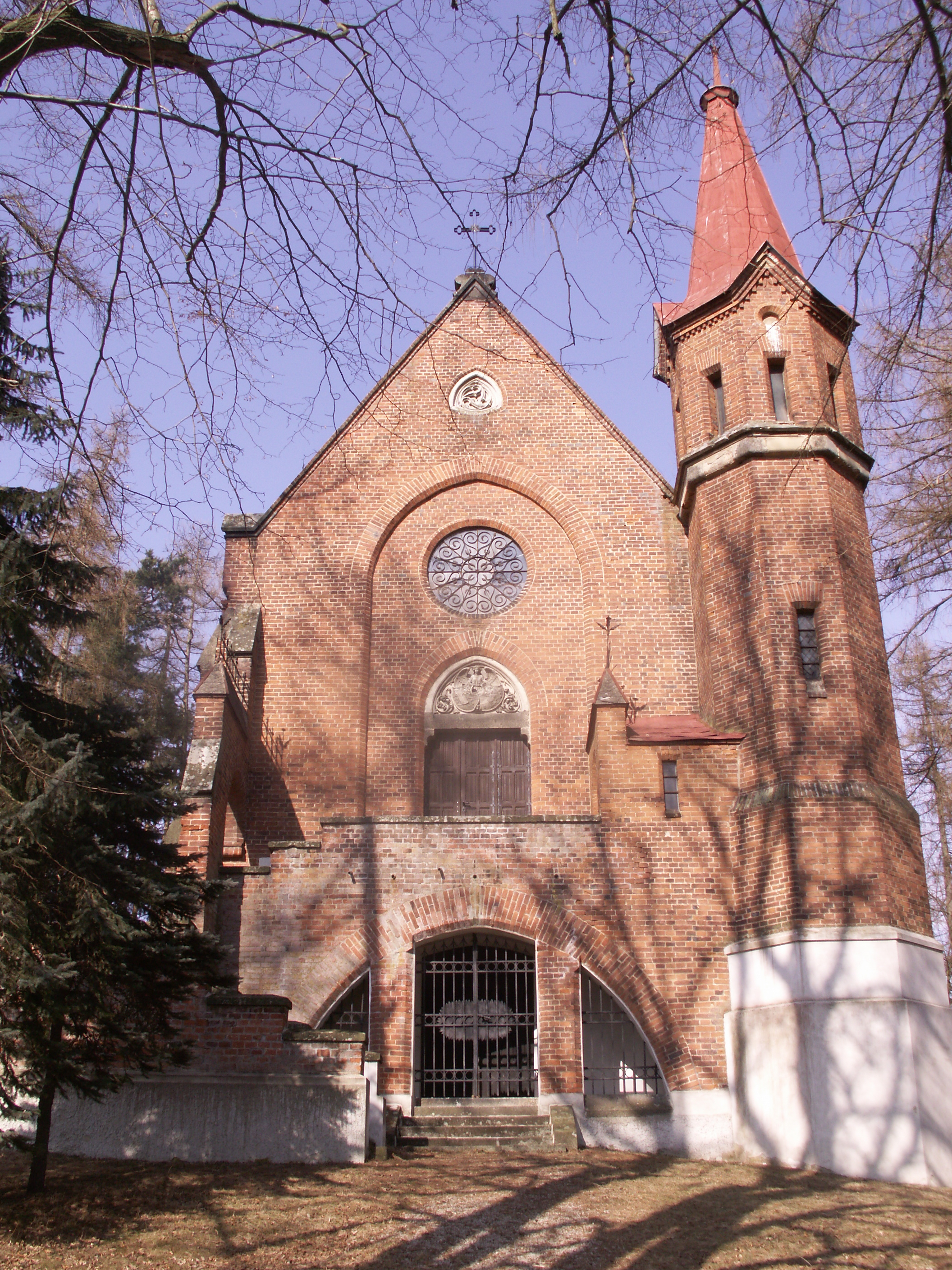
Fürstenkapelle

- Pfarrkirche Mariä Himmelfahrt, der ursprünglich spätgotische Bau aus dem 13. Jahrhundert wurde in den Jahren 1739 bis 1740 im Stil der barocken Gotik umgestaltet. Die Pläne dazu stammen wahrscheinlich von Johann Blasius Santini-Aichl. Der 31 m hohe Kirchturm entstand 1780
- Fürstenkapelle mit Kreuzweg und Gruft der Familie Lobkowitz, nördlich der Kirche. Der neogotische Ziegelbau entstand zwischen 1869 und 1871 für Leopold Fürst Lobkowitz auf Velké Meziříčí nach Plänen des Architekten August Prokop. Sie besteht aus der Gruft Allerseelen und der darüber gelegenen Kapelle der Sieben Schmerzen Mariä. Zuletzt wurde in der Gruft die Besitzerin des Schlosses Velké Meziříčí, Josephine Gräfin Podstatzky-Lichtenstein (1905–2000), eine Tochter von Franz Graf Harrach, beigesetzt. Zu der Anlage führt von Netín ein Kreuzweg herauf. Entlang einer Lindenallee stehen 14 Kapellen.
- barocke Statue des hl. Johannes von Nepomuk, geschaffen 1715
- barockes Pfarrhaus
- Teiche Velký netínský rybník (41,61 ha) Vrkoč (10,02 ha) und Ochoz; das Erholungsgebiet mit Feriensiedlungen liegt südlich des Dorfes am Bach Zátoky
- Kněžský rybník (8,13 ha) am Křibský potok bei Záseka, Erholungsgebiet mit Ferienhütten